# 元老会

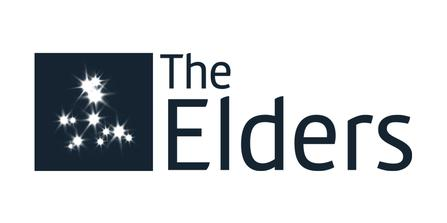

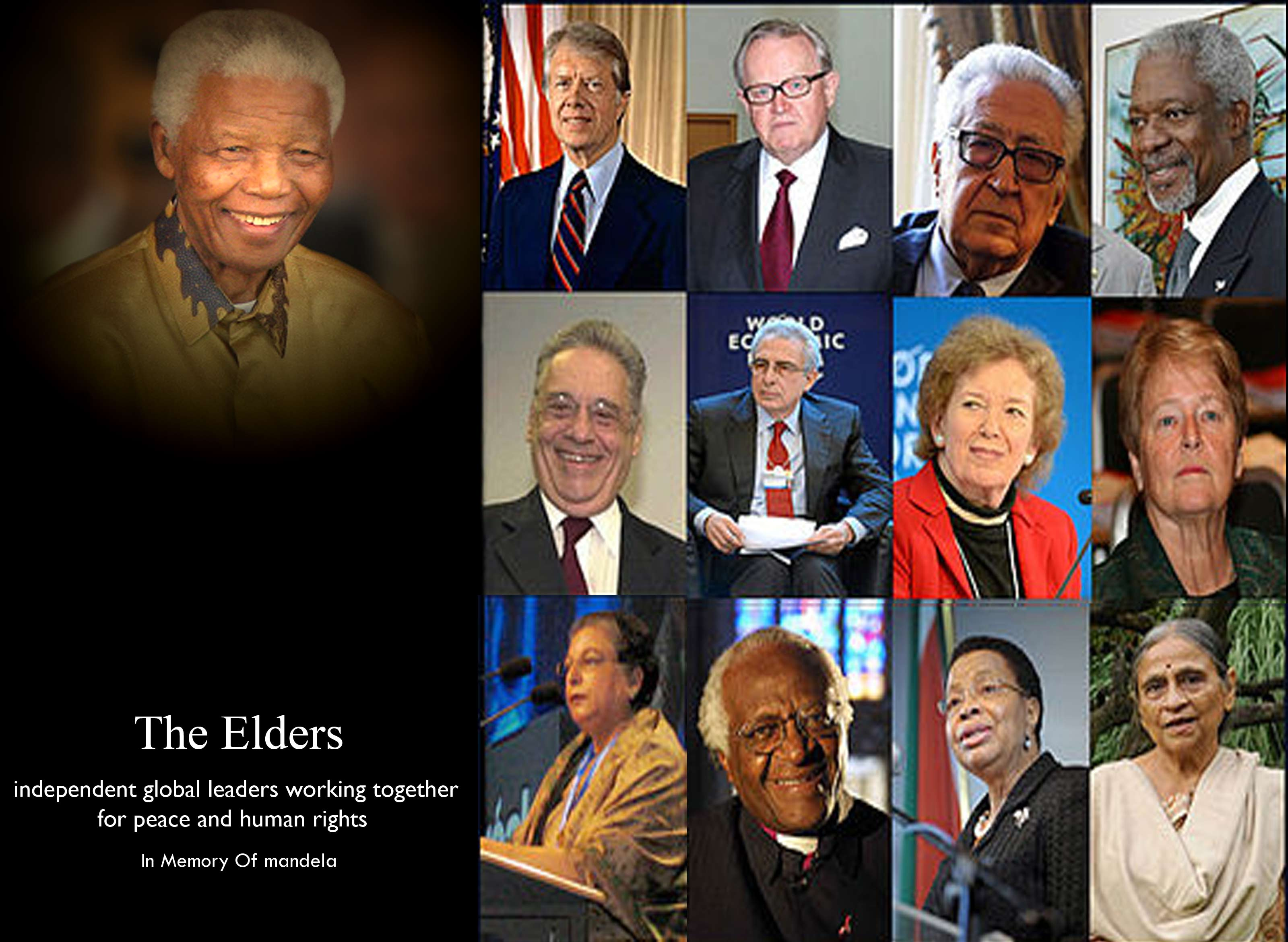
2013

元老会是一个老年政治家、和平活动家和人权倡导者等公众人物的政治组织，由纳尔逊·曼德拉在2007年召集建立。其自称是“为和平与人权共同努力的自主全球领导人”。曼德拉为元老会设定的目标是，利用其“总共近千岁的集体经验”，为气候变化、艾滋病和贫困等全球性难题寻找解决方案，以及“利用他们的政治自主，帮助解决世界上一些最棘手的冲突”。

## 成员

### 元老
1. 胡安·曼努埃尔·桑托斯（主席），哥伦比亚前总统、诺贝尔和平奖得主
2. 潘基文（副主席），前联合国秘书长、韩国前外交部长
3. 格拉萨·马谢尔（副主席），莫桑比克首任教育部长、莫桑比克首任总统萨莫拉·马谢尔和南非废除种族隔离制度后首任总统纳尔逊·曼德拉的遗孀
4. 格罗·哈莱姆·布伦特兰，挪威首任女性总理、世界卫生组织前总干事
5. 海伦·克拉克，新西兰前总理、联合国开发计划署前署长
6. 查希亚·额勒贝格道尔吉，蒙古国前总统、前总理
7. 扎伊德•拉阿德•侯赛因（英语：Zeid bin Ra'ad），前联合国人权事务高级专员
8. 希娜·吉拉尼（英语：Hina Jilani），巴基斯坦妇女运动活动家
9. 埃伦·约翰逊·瑟利夫，利比里亚前总统、非洲首位女性民选国家元首、诺贝尔和平奖得主
10. 德尼·穆奎格，刚果（金）妇科医生、诺贝尔和平奖得主
11. 玛丽·罗宾逊，爱尔兰首位女性总统、前联合国人权事务高级专员、元老会前主席
12. 埃內斯托·柴迪洛，墨西哥前总统、经济学家

### 名誉元老
1. 戴斯蒙·屠圖，开普敦名誉大主教，前南部非洲圣公会（英语：Anglican Church of Southern Africa）总主教和前南非真相与和解委员会主席，诺贝尔和平奖获奖者
2. 吉米·卡特，美国前总统，诺贝尔和平奖获得者
3. 费尔南多·恩里克·卡多佐，巴西前总统
4. 埃拉·巴特，印度自雇妇女协会（英语：Self-Employed Women's Association of India）的创始人
5. 马尔蒂·阿赫蒂萨里，前芬兰总统，诺贝尔和平奖获得者[5]

### 前元老
- 纳尔逊·曼德拉，诺贝尔和平奖获得者，南非前总统，是“元老会”的创始人。
- 穆罕默德·尤纳斯，孟加拉乡村银行的创始人，小额信贷先驱和诺贝尔和平奖获得者，是前元老会成员。尤努斯于2009年9月辞去了“元老会”成员的职务，表示由于工作的要求，他无法公正地成为该组织的成员。[6]
- 缅甸反对派领导人和诺贝尔和平奖获得者昂山素季是前荣誉元老。在被软禁期间，元老会在每次会议上都保持一把空椅子，以纪念他们对昂山素季和缅甸其他政治犯的声援。根据长老成员不应担任公职的要求，昂山素季在2012年4月1日当选议员后辞去了名誉长老的职务。[7]
- 李肇星，中华人民共和国前外交部长，出席了会议[8]
- 科菲·安南，前联合国秘书长，诺贝尔和平奖获得者。